# Yukarıyakınyol, Harran
Yukarıyakınyol là một xã thuộc huyện Harran, tỉnh Şanlıurfa, Thổ Nhĩ Kỳ. Dân số thời điểm năm 2011 là 1.603 người.